# Розалінд Майлз (письменниця)
Розалінд Майлз (англ. Rosalind Miles, при народженні Розалінд Мері Сімпсон, англ. Rosalind Mary Simpson; нар. 6 січня 1943) — британська письменниця, журналістка та феміністка.

## Життєпис
Народилася 6 січня 1943 року в англійському графстві Ворикшир найменшою з трьох дочок в родині. Навчалася у середній школі короля Едварда VI для дівчат, потім вступила до коледжу Святої Гільди при Оксфордському університеті, де вивчала англійську мову та літературу, латину та французьку. Пізніше здобула ступені магістра мистецтв та доктора філософії у Шекспірівському інституті Бірмінгемського університету, а також ступінь магістра в Центрі масових комунікацій та досліджень Лестерського університету. Також цікавилася юриспруденцією і в 26-річному віці була призначена мировою суддею у Ворикширі (була наймолодшим мировим суддею Британії на той час).
Авторка науково-пупопулярних книг, присвячених становищу жінки в історії та літературі, феміністським та сексологічним проблемам у суспільстві, а також історичних та любовних романів. Також займалася журналістикою, публікувалася у «Вашингтон пост» та «Cosmopolitan», вела програми на канадському радіо. Є постійною коментаторкою BBC, з'являлася як запрошена коментаторка на CNN, PBS та CBS.
1964 року вступила у шлюб з письменником Кітом Майлзом, автором детективних романів. Народила двох дітей, розлучилася. Другий чоловік — британський історик Робін Кросс (нар. 1948).